# Red Bull Racing
Red Bull Racing Limited, tävlar som Oracle Red Bull Racing, är ett brittiskbaserat österrikiskt formel 1-stall som ägs av energidryckstillverkaren Red Bull Gmbh. RBR är systerstall till Racing Bulls.

## Historik
Stallet etablerades hösten 2004 då man köpte Jaguar Racing från Ford Motor Company när det lämnade racingen. 
Red Bull gjorde en bra första säsong 2005. Man samlade då ihop 34 poäng och slutade sjua i konstruktörsmästerskapet, mycket tack vare David Coulthard som tog 24 poäng och kom på tolfte plats i förarmästerskapet. Säsongen 2006 kom Red Bull på sjunde plats och 2007 på femte plats i konstruktörsmästerskapet. Inför 2007 rekryterade Red Bull Racing Adrian Newey som chefsdesigner från McLaren. Newey har gott rykte, vilket ökade förväntningarna på stallet. David Coulthard lade av och ersätts av Sebastian Vettel tillsammans med Mark Webber i stallet säsongen 2009 .
Red Bulls första pole position, första seger och dessutom första dubbelseger kom i Kina 2009. Stallet satte sedan sitt första snabbaste varv och tog sin andra dubbelseger i Storbritannien 2009. Det blev sedan en ny dubbelseger i det följande loppet i Tyskland 2009.
2010 vann de både konstruktörsmästerskapet samt förarmästerskapet, Sebastian Vettel blev världsmästare i sista deltävlingen. Han hade aldrig första platsen i mästerskapet under hela året, utan låg 3:a inför sista tävlingen där allt gick vägen för Vettel som ledde loppet från start till mål och tog då Red Bull's konstruktörstitel samt att han blev den yngsta världsmästaren någonsin.
Sebastian Vettels goda form höll i sig även 2011, 2012 och 2013 då han vann förartiteln i Formel 1. Red Bull Racing vann konstruktörstiteln alla dessa år.
Red Bull meddelade att Sergio Pérez som tidigare kört för Racing Point kom till att ersätta Alexander Albon och Albon kommer i stället vara reservförare åt stallet. Detta är första gången på länge som en förare utanför Red Bull-programmet får köra i stallet.

## F1-säsonger
| Säsong | Tävlingsnamn                 | Bil            | Motor                  | Däck | Poäng | VM-plac. | Nr. | Förare 1         | Nr. | Förare 2         | Nr. | Förare 3          |
| ------ | ---------------------------- | -------------- | ---------------------- | ---- | ----- | -------- | --- | ---------------- | --- | ---------------- | --- | ----------------- |
| 2005   | Red Bull Racing              | Red Bull RB1   | Cosworth TJ2005        | M    | 34    | 7:a      | 14. | David Coulthard  | 15. | Christian Klien  | 15. | Vitantonio Liuzzi |
| 2006   | Red Bull Racing              | Red Bull RB2   | Ferrari 056 V8         | M    | 16    | 7:a      | 14. | David Coulthard  | 15. | Christian Klien  | 15. | Robert Doornbos   |
| 2007   | Red Bull Racing              | Red Bull RB3   | Renault RS27 V8        | B    | 24    | 5:a      | 14. | David Coulthard  | 15. | Mark Webber      |     |                   |
| 2008   | Red Bull Racing              | Red Bull RB4   | Renault RS27 V8        | B    | 29    | 7:a      | 9.  | David Coulthard  | 10. | Mark Webber      |     |                   |
| 2009   | Red Bull Racing              | Red Bull RB5   | Renault RS27 V8        | B    | 153,5 | 2:a      | 14. | Mark Webber      | 15. | Sebastian Vettel |     |                   |
| 2010   | Red Bull Racing              | Red Bull RB6   | Renault RS27-2010      | B    | 498   | 1:a      | 5.  | Sebastian Vettel | 6.  | Mark Webber      |     |                   |
| 2011   | Red Bull Racing              | Red Bull RB7   | Renault RS27-2011      | P    | 650   | 1:a      | 1.  | Sebastian Vettel | 2.  | Mark Webber      |     |                   |
| 2012   | Red Bull Racing              | Red Bull RB8   | Renault RS27-2012      | P    | 460   | 1:a      | 1.  | Sebastian Vettel | 2.  | Mark Webber      |     |                   |
| 2013   | Infiniti Red Bull Racing     | Red Bull RB9   | Renault RS27-2013      | P    | 596   | 1:a      | 1.  | Sebastian Vettel | 2.  | Mark Webber      |     |                   |
| 2014   | Infiniti Red Bull Racing     | Red Bull RB10  | Renault Energy F1-2014 | P    | 405   | 2:a      | 1.  | Sebastian Vettel | 3.  | Daniel Ricciardo |     |                   |
| 2015   | Infiniti Red Bull Racing     | Red Bull RB11  | Renault Energy F1-2015 | P    | 187   | 4:a      | 3.  | Daniel Ricciardo | 26. | Daniil Kvyat     |     |                   |
| 2016   | Red Bull Racing              | Red Bull RB12  | TAG Heuer (Renault)    | P    | 468   | 2:a      | 3.  | Daniel Ricciardo | 26. | Daniil Kvyat     | 33. | Max Verstappen    |
| 2017   | Red Bull Racing              | Red Bull RB13  | TAG Heuer (Renault)    | P    | 368   | 3:a      | 3.  | Daniel Ricciardo | 33. | Max Verstappen   |     |                   |
| 2018   | Aston Martin Red Bull Racing | Red Bull RB14  | TAG Heuer (Renault)    | P    | 419   | 3:a      | 3.  | Daniel Ricciardo | 33. | Max Verstappen   |     |                   |
| 2019   | Aston Martin Red Bull Racing | Red Bull RB15  | Honda                  | P    | 417   | 3:a      | 33. | Max Verstappen   | 10. | Pierre Gasly     | 23. | Alexander Albon   |
| 2020   | Aston Martin Red Bull Racing | Red Bull RB16  | Honda RBPTH001         | P    | 319   | 2:a      | 33. | Max Verstappen   | 23. | Alexander Albon  |     |                   |
| 2021   | Red Bull Racing Honda        | Red Bull RB16B | Honda RA621H           | P    | 585,5 | 1:a      | 33. | Max Verstappen   | 11. | Sergio Pérez     |     |                   |
| 2022   | Oracle Red Bull Racing       | Red Bull RB18  | Red Bull               | P    | 759   | 1:a      | 1.  | Max Verstappen   | 11. | Sergio Pérez     |     |                   |
| 2023   | Oracle Red Bull Racing       | Red Bull RB19  | Red Bull               | P    | 860   | 1:a      | 1.  | Max Verstappen   | 11. | Sergio Pérez     |     |                   |
| 2024   | Oracle Red Bull Racing       | Red Bull RB20  | Red Bull               | P    | 589   | 3:a      | 1.  | Max Verstappen   | 11. | Sergio Pérez     |     |                   |
| 2025   | Oracle Red Bull Racing       | Red Bull RB20  | Honda RBPT             | P    | 172   | 4:a      | 1.  | Max Verstappen   | 30. | Liam Lawson      | 22. | Yuki Tsunoda      |

| 1. Kina 2009 2. Storbritannien 2009 3. Tyskland 2009 4. Japan 2009 5. Brasilien 2009 6. Abu Dhabi 2009 7. Malaysia 2010 8. Spanien 2010 9. Monaco 2010 10. Europa 2010 11. Storbritannien 2010 12. Ungern 2010 13. Japan 2010 14. Brasilien 2010 15. Abu Dhabi 2010 16. Australien 2011 17. Malaysia 2011 18. Turkiet 2011 19. Spanien 2011 20. Monaco 2011 21. Europa 2011 22. Belgien 2011 23. Italien 2011 24. Singapore 2011 25. Korea 2011 26. Indien 2011 27. Brasilien 2011 28. Bahrain 2012 29. Monaco 2012 30. Storbritannien 2012 31. Singapore 2012 32. Japan 2012 33. Korea 2012 34. Indien 2012 35. Malaysia 2013 36. Bahrain 2013 37. Kanada 2013 38. Tyskland 2013 39. Belgien 2013 40. Italien 2013 41. Singapore 2013 42. Korea 2013 43. Japan 2013 44. Indien 2013 45. Abu Dhabi 2013 46. USA 2013 47. Brasilien 2013 48. Kanada 2014 49. Ungern 2014 50. Belgien 2014 51. Spanien 2016 52. Malaysia 2016 53. Azerbajdzjan 2017 54. Malaysia 2017 55. Mexiko 2017 56. Kina 2018 57. Monaco 2018 58. Österrike 2018 59. Mexiko 2018 60. Österrike 2019 61. Tyskland 2019 62. Brasilien 2019 63. 70-årsjubileumets 2020 64. Abu Dhabi 2020 65. Emilia-Romagnas 2021 66. Monaco 2021 67. Azerbajdzjan 2021 68. Frankrike 2021 69. Steiermarks 2021 70. Österrike 2021 71. Belgien 2021 72. Nederländerna 2021 73. USA 2021 74. Mexiko 2021 75. Abu Dhabi 2021 76. Saudiarabien 2022 77. Emilia-Romagnas 2022 78. Miami 2022 79. Spanien 2022 80. Monaco 2022 81. Azerbajdzjan 2022 82. Kanada 2022 83. Frankrike 2022 84. Ungern 2022 |

| 1. Kina 2009 2. Turkiet 2009 3. Storbritannien 2009 4. Tyskland 2009 5. Japan 2009 6. Bahrain 2010 7. Australien 2010 8. Malaysia 2010 9. Kina 2010 10. Spanien 2010 11. Monaco 2010 12. Turkiet 2010 13. Europa 2010 14. Storbritannien 2010 15. Tyskland 2010 16. Ungern 2010 17. Belgien 2010 18. Japan 2010 19. Korea 2010 20. Abu Dhabi 2010 21. Australien 2011 22. Malaysia 2011 23. Kina 2011 24. Turkiet 2011 25. Spanien 2011 26. Monaco 2011 27. Kanada 2011 28. Europa 2011 29. Storbritannien 2011 30. Tyskland 2011 31. Ungern 2011 32. Belgien 2011 33. Italien 2011 34. Singapore 2011 35. Japan 2011 36. Indien 2011 37. Abu Dhabi 2011 38. Brasilien 2011 39. Bahrain 2012 40. Monaco 2012 41. Kanada 2012 42. Europa 2012 43. Japan 2012 44. Korea 2012 45. Indien 2012 46. USA 2012 47. Australien 2013 48. Malaysia 2013 49. Kanada 2013 50. Italien 2013 51. Singapore 2013 52. Korea 2013 53. Japan 2013 54. Indien 2013 55. Abu Dhabi 2013 56. USA 2013 57. Brasilien 2013 58. Monaco 2016 59. Monaco 2018 60. Mexiko 2018 61. Ungern 2019 62. Brasilien 2019 63. Abu Dhabi 2020 64. Bahrain 2021 65. Frankrike 2021 66. Steiermarks 2021 67. Österrike 2021 68. Storbritannien 2021 69. Belgien 2021 70. Nederländerna 2021 71. Italien 2021 72. USA 2021 73. Abu Dhabi 2021 74. Saudiarabien 2022 75. Emilia-Romagnas 2022 76. Kanada 2022 77. Österrike 2022 |

| 1. Storbritannien 2009 2. Ungern 2009 3. Belgien 2009 4. Japan 2009 5. Brasilien 2009 6. Abu Dhabi 2009 7. Australien 2010 8. Malaysia 2010 9. Monaco 2010 10. Tyskland 2010 11. Ungern 2010 12. Japan 2010 13. Malaysia 2011 14. Kina 2011 15. Turkiet 2011 16. Monaco 2011 17. Europa 2011 18. Belgien 2011 19. Korea 2011 20. Indien 2011 21. Abu Dhabi 2011 22. Brasilien 2011 23. Bahrain 2012 24. Kanada 2012 25. Ungern 2012 26. Japan 2012 27. Korea 2012 28. Abu Dhabi 2012 29. USA 2012 30. Kina 2013 31. Bahrain 2013 32. Monaco 2013 33. Kanada 2013 34. Storbritannien 2013 35. Ungern 2013 36. Belgien 2013 37. Singapore 2013 38. Korea 2013 39. Japan 2013 40. USA 2013 41. Brasilien 2013 42. Spanien 2014 43. USA 2014 44. Abu Dhabi 2014 45. Monaco 2015 46. Ungern 2015 47. Singapore 2015 48. Australien 2016 49. Tyskland 2016 50. Singapore 2016 51. Mexiko 2016 52. Brasilien 2016 53. Italien 2017 54. Brasilien 2017 55. Australien 2018 56. Kina 2018 57. Spanien 2018 58. Monaco 2018 59. Kanada 2018 60. Ungern 2018 61. Kina 2019 62. Monaco 2019 63. Österrike 2019 64. Tyskland 2019 65. Ungern 2019 66. Storbritannien 2020 67. Eifels 2020 68. Bahrain 2020 69. Spanien 2021 70. Azerbajdzjan 2021 71. Frankrike 2021 72. Österrike 2021 73. Storbritannien 2021 74. Brasilien 2021 75. Qatars 2021 76. Abu Dhabi 2021 77. Emilia-Romagnas 2022 78. Miami 2022 79. Spanien 2022 80. Azerbajdzjan 2022 81. Österrike 2022 |

## Organisation
Ett urval av de ledande positionerna inom stallet.
| Position                                                 |                | Namn               |
| -------------------------------------------------------- | -------------- | ------------------ |
| Ledande representant för ägaren Red Bull Gmbh            | Österrike      | Dr. Helmut Marko   |
| VD                                                       | Frankrike      | Laurent Mekies     |
| Stallchef                                                |                | Vakant             |
| Teknisk direktör                                         | Frankrike      | Pierre Waché       |
| Chefsstrateg                                             | Storbritannien | Will Courtenay     |
| Förste strategiingenjör                                  | Storbritannien | Hannah Schmitz     |
| Chefsingenjör                                            | Storbritannien | Paul Monaghan      |
| Prestandachef                                            | Storbritannien | Ben Waterhouse     |
| Chef för raceingenjörerna samt raceingenjör (Verstappen) | Storbritannien | Gianpiero Lambiase |
| Raceingenjör (Tsunoda)                                   | Storbritannien | Richard Wood       |